# Gerontofilia
Gerontofilia (gr. γήρον, γήροντος géron, gérontos – „starość”, filia – „miłość”) – rodzaj zaburzenia preferencji seksualnych (zob. parafilia), w którym osiąganie satysfakcji seksualnej możliwe jest tylko poprzez kontakty z osobami w wieku starczym.

## Etymologia
Termin "gerontofilia" powstał w 1901 roku przez austriacko-niemieckiego seksuologa Richarda von Krafft-Ebinga. Słowo wywodzi się od dwóch greckich słów: geron oznaczający "stary człowiek" i philia "przyjaźń". Gerontofilia jest klasyfikowana jako parafilia, ale nie jest wymieniona w Diagnostycznym i statystcznym podręczniku zaburzeń psychicznych ani w Międzynarodowej Klasyfikacji Chorób.